# Tankó János
Tankó János (Segesvár, 1846. május 18. – Budapest, 1902. március 13.) bölcseleti doktor, a budapesti VIII. kerületi főreáliskola tanára.

## Élete
A gimnáziumot Segesvárt, Marosvásárhelyt, Csíksomlyón és Székelyudvarhelyt végezte. 1867-től 1872-ig a pesti egyetem hallgatója volt, közben 1870-72-ben a középiskolai tanárképzőben is tanult. 1874. július 15-én tanári képesítést szerzett  Budapesten magyar nyelv és irodalom és német nyelv szakon. 1872. november 5-én póttanárnak nevezték ki a Budapest-józsefvárosi reáliskolához. 1874-től a budapesti VIII. kerületi községi főreáliskola rendes tanára volt. Egy alkalommal  szélsőbaloldali képviselőjelöltként lépett fel. Ő sürgette először a március 15-ei iskolai ünnepek meghonosítását, s mikor terve nem sikerült, tanítványaival péceli nyaralójában ünnepelte a szabadság évfordulóját.

## Művei
- Magyarország története rövid előadásban. A reáliskolák I-III. oszt. számára. Budapest, 1876. Két kötet.
- Magyarország pragmatikai története a reáliskolák VII. oszt. számára. Budapest, 1877.
- Világtörténelem, a reáliskolai tanulók használatára. Budapest, 1875-77. Három rész.
- Világtörténelem. A forradalmak kora és az újabb állami alakulások. A középiskolai tanulók használatára. A VII. oszt. számára. Budapest, 1877.
- Válasz Herman Ottó úrnak a «Zichy Jenő gróf harmadik ázsiai utazása» c. könyv első kötetéről írt recensiójára. Budapest, 1900.